# Block Berry Creative
Block Berry Creative（韓語：블록베리크리에이티브），為一間成立於2016年的韓國中小型經紀公司。其母公司為Polaris娛樂，曾推出女團本月少女，並曾與前Wonder Girls成員先藝簽約。

## 經歷
- 2016年3月，Blockberry Creative於2016年3月22日正式建立，為Polaris娛樂旗下的子公司。
- 2016年9月，公布本月少女第一位成員姬振[1]
- 2016年10月，宣布將推出十二人女團本月少女（LOOΠΔ）[1]
- 2016年10月，公布本月少女第二位成員賢眞[1]
- 2016年12月，公布本月少女第三位成員夏瑟[1]
- 2017年1月，公布本月少女第四位成員汝真[1]
- 2017年2月，公布本月少女的第一隊子團本月少女 1/3[1]
- 2017年4月，公布本月少女第五位成員ViVi[1]
- 2017年5月，公布本月少女第六位成員Kim Lip[1]
- 2017年6月，公布本月少女第七位成員眞率[1]
- 2017年7月，公布本月少女第八位成員Choerry[1]
- 2017年9月，公布本月少女的第二隊子團本月少女 ODD EYE CIRCLE[1]
- 2017年11月，公布本月少女第九位成員Yves[1]
- 2017年12月，公布本月少女的企劃子團ViRryVes[1]
- 2017年12月，公布本月少女第十位成員Chuu[1]
- 2018年1月，公布本月少女第十一位成員Go Won[1]
- 2018年3月，公布本月少女第十二位成員Olivia Hye[1]
- 2018年4-5月，公布本月少女的第三隊子團本月少女 yyxy[1]
- 2018年8月，公開本月少女出道先行曲《favOriTe》[1]
- 2018年8月20日，本月少女正式以首張迷你專輯《+ +》和出道曲《Hi High》出道[1]
- 2019年2月19日，公布本月少女迷你專輯改版《X X》所有曲目音源及主打曲《Butterfly》MV[1]
- 2019年12月13日，公布回歸前的先行單曲《365》[1]
- 2020年1月8日，公布夏瑟因健康原因暫停活動[2]
- 2020年2月5日，公布本月少女第二張迷你專輯《#》所有曲目音源及主打曲《So What》MV[1]
- 2020年8月，公布開啟了美國官方網站[3]
- 2022年2月17日，宣布與先藝簽約[4]
- 2022年11月，Chuu被公司詆毀，將其退出團體，並終止合約。
- 2023年1月，法院宣布，姬振，Kim Lip，Choerry，真率，合約無效假處分一部勝訴，可自由進行演藝活動。
- 2023年2月1日，Block Berry Creative公司向韓國演藝經紀協會提出禁止Chuu進行演藝活動[5]。
- 2023年2月9日，經紀公司宣布本月少年徵選計畫，預計2023年下半年出道[6]。
- 2023年5月9日，法院宣佈，ViVi，賢真，合約無效假處分一部勝訴，可自由進行演藝活動。
- 2023年6月16日，經上訴後，法院宣佈，夏瑟，汝眞，Yves，Go Won，Olivia Hye，合約無效假處分一部勝訴，可自由進行演藝活動[7]。
- 2023年6月29日，先藝於社交媒體表示和Block Berry Creative的合約已完結[8]。
- 2023年8月17日，法院判決Chuu提出的“確認專屬合同無效”訴訟勝訴[9]。
- 2023年9月，GOOGLE MAP顯示公司營業處總部關閉。

## 已離開藝人

### 藝人
- IRON（Show Me The Money 3）
- 本月少女
  - Chuu（2017-2022）
  - 眞率（2017-2023）
  - Kim Lip（2017-2023）
  - 姬振（2016-2023）
  - Choerry（2017-2023）
  - ViVi (2017-2023)
  - 贤真(2016-2023)
  - 夏瑟(2016-2023)
  - Yves(2017-2023)
  - 汝眞(2017-2023)
  - Go Won(2018-2023)
  - Olivia Hye(2018-2023)
- 先藝

| - OnlyOneOf（轉至8D Entertainment） - KB - Love（前成員） - Rie - Yoo Jung - Jun Ji - Nine - 禹濟元（NINE.i） 綜藝節目 - 李煥（《PRODUCE X 101》） | 演員 - 金佳彬（SM C&C） 出道歌手 - 李主恩（前DIA） - 崔叡娜（前IZ*ONE） 綜藝節目 - 高宥辰（《PRODUCE 48》、本月少女預備成員，後轉投8D Entertainment，已退出練習生涯） - 秋媛喜（《偶像學校》） Bebez - 崔芮英（Girls Planet 999）前Polaris Junior成員 - 柳始溫（Girls Planet 999）前Polaris Junior成員 - 鄭旻（Girls Planet 999）前Polaris Junior成員 |

## 外部連結

### Blockberry Creative 官方網頁
- 官方網頁 （页面存档备份，存于）
- 官方商店 （页面存档备份，存于）
- 官方Instagram（页面存档备份，存于）
- 官方Twitter （页面存档备份，存于）

### Blockberry Creative 藝人官方網頁及社群
- 本月少女官方網站 （页面存档备份，存于）
- 本月少女官方美國網站 （页面存档备份，存于）
- 本月少女官方Instagram （页面存档备份，存于）
- 本月少女官方Twitter （页面存档备份，存于）